# 鄧昊雯
鄧凱旻（或稱鄧昊雯）是一名來自香港的YouTuber，因2010年的一段網絡影片而受網民熱議。

## 歷史
鄧氏為2010年香港中學會考考生，後來卻因會考成績欠佳而選擇到瑞士修讀酒店管理學士課程，並決意改頭換面；又於當地認識一些YouTuber。
其近年亦有參與不同電視節目，如2014年有線電視節目《十萬蚊港女大翻身》、2016年ViuTV節目《美選D.n.A》（唯最終未能晉級二十強）等，亦曾於2010年底參與一個由一形象公司舉辦的代言人選拔賽，並成功擠身八強。

## 影片特色
鄧氏在YouTube上的影片以其於片尾邊造出心型手勢邊唸出「Ruby Close」為賣點。她曾在一個訪問時指出，做出這樣動作的原因是參考外國一名YouTuber的作法，但改用不含疑似粗言穢語的字詞。

## 相關事件

### 在網絡平台拍片諷刺會考英文科監考員
2010年4月，當時仍為應屆會考考生的鄧昊雯在網絡平台YouTube上載一段由其拍攝的影片，內容提及其質疑試場內的考生樣貌不似一個正常的中學生，且批評該試場內的教師沒有具備應有的英語水準，更向外國觀眾教授一個粵語粗口。片段上載旋即在網絡討論區高登上引起熱烈討論，唯網民的評論大多趨向負面，認為她此舉「幼稚」、英語讀音欠佳，最終只會兩敗俱傷；但有網民認為應該虛心看待包括鄧氏在內任何非以英語為母語的人士，縱使英語水準再差勁也不應胡亂嘲笑。
事後鄧氏擔憂自己會被網民「起底」，曾有一、兩個月時間未曾踏出家門，甚至決定將該片段（以至是2010年間上載的視頻）從其個人YouTube頻道刪除，唯該片段已被網民保存並重新上載至該平台 （页面存档备份，存于）。
事隔8年後，有傳媒報道指相關片段為「10條90後必定看過的YouTube片段」之一。

## 外部連結
- YouTube上的Ruby Close頻道
- 鄧昊雯的Facebook專頁
- 鄧昊雯的Instagram帳戶